# Camp de gel patagó sud

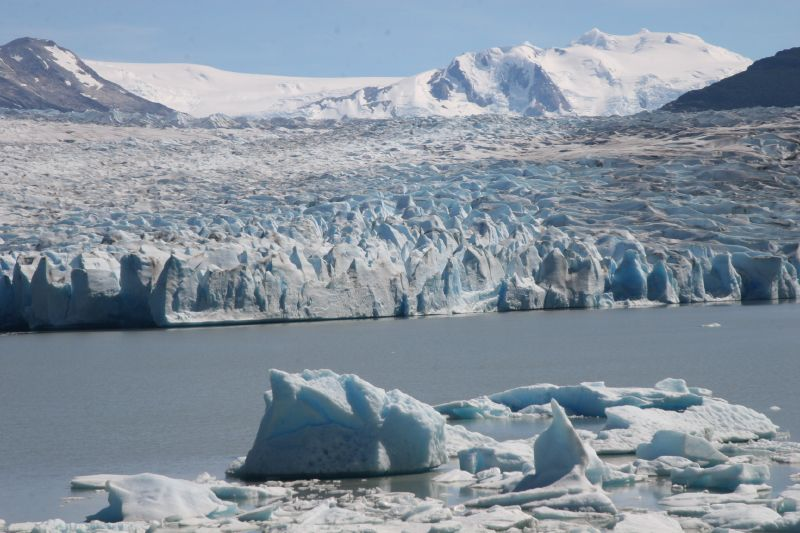
Vista del camp de gel patagó sud des de la glacera Grey, Parc Nacional Torres del Paine, Xile

El camp de gel patagó sud és una gran extensió de gels continentals (la tercera més extensa del món després de les de l'Antàrtida i Groenlàndia, la major de totes les de caràcter continental no polar i amb accés terrestre), situada als Andes patagons, a la frontera entre Xile i l'Argentina. És denominat Casquet glacial patagó a l'Argentina i Camp de Gel Sud a Xile, per a diferenciar-lo del camp de gel patagó nord.
S'estén de nord a sud al llarg de 350 km, des dels 48° 20′ S fins als 51° 30′ S. Té una extensió de 16.800 km², dels quals 14.200 km² pertanyen a Xile i la resta, 2.600 km², a l'Argentina.
Del camp de gel es desprenen un total de 49 glaceres, entre les quals es troben les glaceres Upsala (902 km²), Viedma (978 km²) o Perito Moreno (258 km²) a l'Argentina, i a Xile, la glacera Pío XI (la més gran de tot l'hemisferi sud, amb 1.265 km²), Balmaceda, Serrano, Geike o Grey.
Gran part de la seva extensió es troba protegida en formar part de diferents parcs nacionals: els de Bernardo O'Higgins i Torres del Paine a Xile, i el de Los Glaciares a l'Argentina.